# فتروس

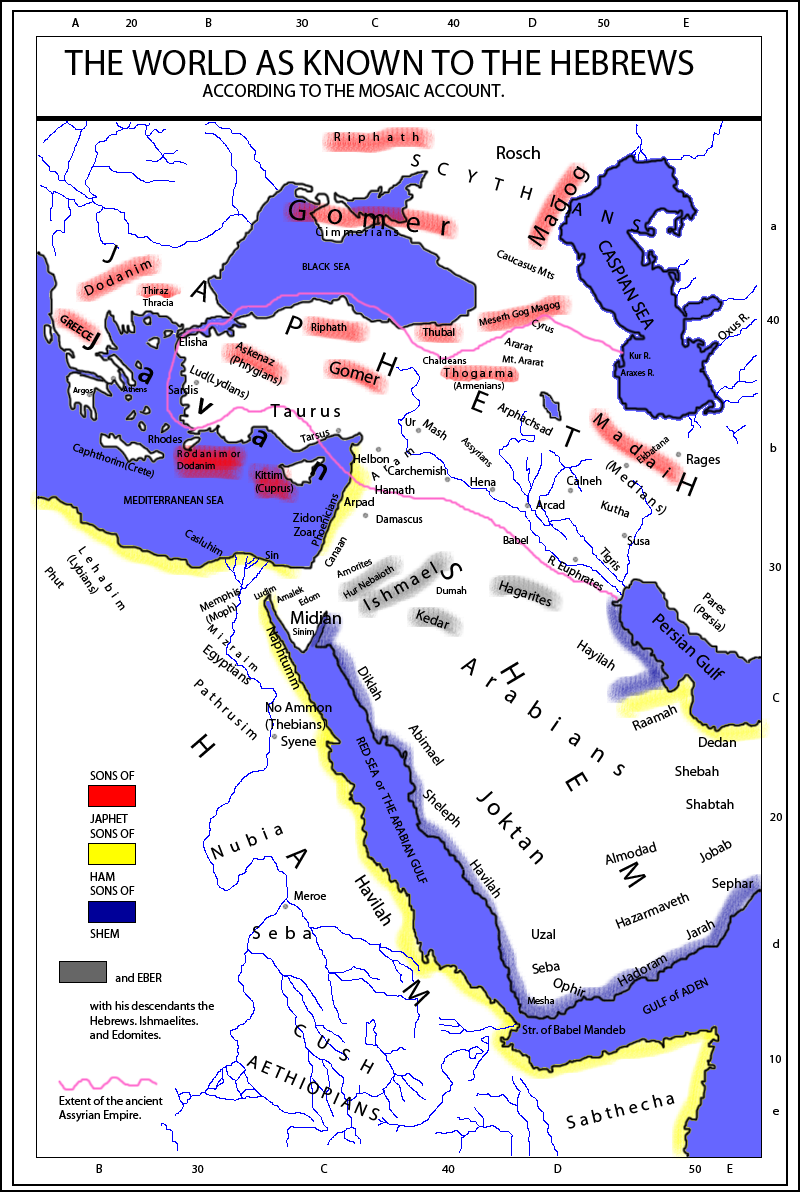
خريطة لأجيال نوح ووضع "فتروس" في صعيد مصر.

فتروس (بالعبرية: פַּתְרוֹס‏) تشير إلى صعيد مصر، حيث امتدت من حصن الفنتين إلى مكان أسيوط الحديثة شمال طيبة.  يري ألان جاردنر بأنها امتدت إلى الشمال ولم تتجاوز حدود أبيدوس.  مذكورة في الكتاب العبري علي إنها وطن باثروسيم .
| D1 · Z1 | M24 |

| D1 · Z1 | M24 |